# گلاسیو دی جسوس کاروالیو
گلاسیو دی جسوس کاروالیو (به پرتغالی: Gláucio de Jesus Carvalho) هافبک اهل برزیل است که در شهر سائوپائولو و در تاریخ ۱۱ نوامبر ۱۹۷۵ به دنیا آمده‌است.
گلاسیو دی جسوس کاروالیو در تیم‌های فوتبال Portuguesa، فاینورد، فلامینگو، Excelsior Rotterdam، América (RJ)، Guarani، رایو وایکانو، Corinthians Alagoano سابقهٔ حضور دارد.